# Леджіке
Леджіке (груз. ლეჯიქე) — село в Грузії.
За даними перепису населення 2014 року в селі проживає 174 особи.